# Serapeum de Alejandría

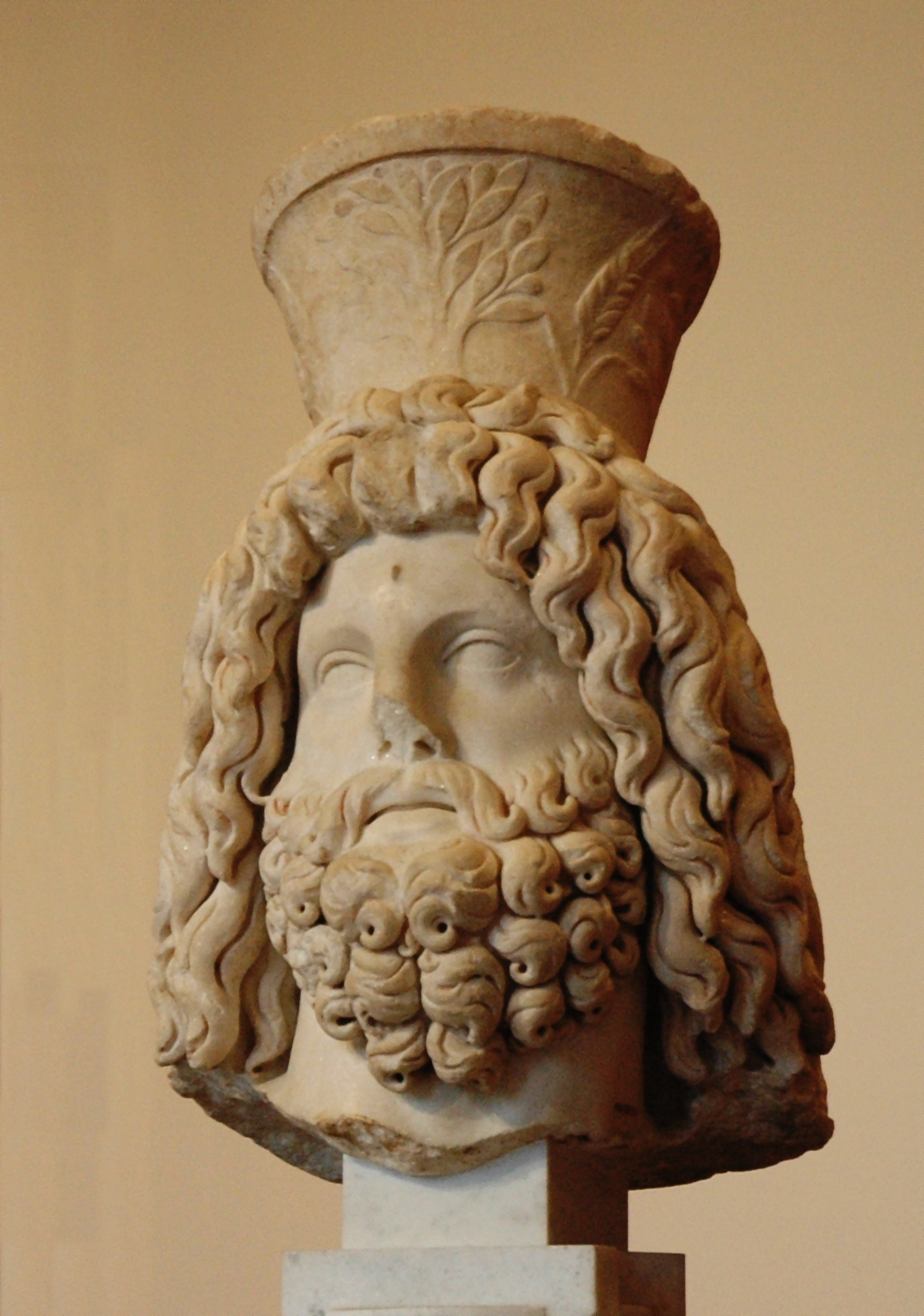
Busto de Serapis: Osiris-Apis (Serapis) de Cartago, en el Museo del Louvre.

El Serapeum de Alejandría o Serapeo fue un monumental santuario para el culto de Serapis, fundado en el año 300 a. C. por Ptolomeo I Sóter y ubicado en la ciudad de Alejandría.
La tradición se apoya en las noticias que da el gran ensayista y biógrafo griego Plutarco (c. 46-125), que asegura que el rey de Egipto Ptolomeo I Sóter robó la estatua del dios que se encontraba en Sinope —la actual Sinop de Turquía, ciudad situada en la orilla del mar Negro, frente a las costas de Crimea—. A lo largo de la historia, muchos expertos han estudiado este tema y algunos aseguran que el relato de Plutarco no se ajusta a la realidad histórica.[cita requerida]
Los historiadores confirman que este dios es producto del sincretismo de las mitologías egipcia y griega. Serapis integra las divinidades Osiris y Apis egipcias, cuyo culto se asociaba con los dioses griegos Zeus y Hades. Ptolomeo Sóter lo hizo señor tutelar de Alejandría en una magistral operación política, consiguiendo que tanto los egipcios más tradicionalistas como la población griega más o menos nueva aceptaran a este dios representado como un hombre con barba, sedente y con una especie de cesto en la cabeza, símbolo de la fertilidad de la tierra, puesto que se le supone lleno de semillas.

## Historia

Mapa de la antigua Alejandría con la ubicación del Serapeum.

El yacimiento se ubica en una meseta rocosa orientada hacia el mar. Según todas las fuentes, el Serapeum era el más grande y el más opulento de todos los templos del barrio griego de Alejandría. Además de la imagen del dios, el recinto del templo albergaba una filial de la gran Biblioteca de Alejandría. El geógrafo Estrabón indica que se encontraba al occidente de la ciudad.
No se conserva nada al nivel del suelo excepto la enorme Columna de Pompeyo. Según Rowe y Rees (1956), todavía algunos edificios se encontraba en pie y habían sido visitados por Aftonio, el retórico griego de Antioquía, «quien lo visitó en torno al año 345», y según Rufino, «un cristiano asistió a su destrucción al final del siglo IV»; la Columna marca la «acrópolis» del Serapeum según Aftonio, que era «la parte superior del área del Serapeum».
Ptolomeo I Sóter mandó construir el primer templo consagrado a Serapis. Parece que era una edificación bastante simple y modesta. Ptolomeo fue el introductor del culto a este dios. Ptolomeo III lo amplió al mismo tiempo que mandaba construir la biblioteca-hija de Alejandría. A partir del emperador romano Claudio (emperador desde el 41 al 54 después de Cristo), el templo fue evolucionando y tomando dimensiones de gran santuario, hasta alcanzar los 185 por 92 metros. De esta manera la acrópolis alejandrina iba embelleciéndose con una serie de edificios: además del templo y biblioteca citados, se añadieron el templo de Anubis, el de Isis, la necrópolis de los animales sagrados, los obeliscos de Seti I y la gran columna de Serapis, que todavía se mantenía en pie en el siglo III.[cita requerida]
Siendo emperador de Roma Trajano (98-117), hubo en Alejandría una revolución de judíos y el templo fue destruido. Más tarde, en época del emperador Adriano (117-138) hubo una reconstrucción. Adriano mandó esculpir la gran estatua del toro Apis que se encuentra en el Museo Grecorromano. Se accedía al lugar sagrado subiendo cien escalones. El exterior estaba recubierto de mármol y las paredes interiores, de metales preciosos. Allí estaba colocada la monumental estatua de Serapis.[cita requerida]

### Cierre del Serapeum
El Serapeum de Alejandría fue clausurado en julio del año 325 [Cita requerida], posiblemente bajo las órdenes del emperador Constantino durante la persecución de los paganos durante la última etapa del Imperio romano. En el año 391 se produjeron revueltas religiosas, según Wace:
El Serapeum era el último reducto de los paganos quienes se habían fortificado en el templo y en su recinto. El santuario fue asaltado por los cristianos. Los paganos fueron expulsados, el templo fue saqueado y su contenido fue destruido. En esta contienda probablemente se perdió también la Biblioteca.

### Destrucción
El Serapeum de Alejandría fue destruido por una multitud de cristianos o soldados romanos en 391, aunque la fecha es debatida. Existen discrepancias sobre el contexto de la destrucción del Serapeum.
Cualquiera que fuera la causa, la destrucción del Serapeum, descrita por los escritores cristianos Rufino de Aquilea y Sozomeno, fue uno de los conflictos más relevantes de la época, según Peter Brown. Otros autores antiguos, sin embargo, han interpretado la destrucción del Serapeum como una representación del triunfo del cristianismo y un ejemplo de la actitud de los cristianos hacia los paganos. No obstante, Peter Brown lo enmarca en un contexto a largo plazo de grandes turbas violentas en la ciudad, donde los barrios griegos y judíos habían luchado durante cuatrocientos años, desde el siglo I a. C. Además, Eusebio menciona una pelea callejera en Alejandría entre cristianos y no cristianos en 249. Existen evidencias de que los no cristianos habían participado en grandes conflictos a favor y en contra de Atanasio de Alejandría en 341 y 356. Eventos similares se hallan en los escritos de Sócrates de Constantinopla. R. McMullan declara que, en 363, tres décadas antes, Jorge de Capadocia fue asesinado por sus actos de ira, insultos y pillaje en los tesoros más sagrados de la ciudad.
A pesar de los eventos anteriores, el Serapeum de Alejandría no fue reconstruido. Tras su destrucción se estableció un monasterio y una iglesia dedicada a Juan el Bautista, conocida como el Angelium o Evangelium. Sin embargo, el templo cayó en ruinas en torno al año 600, fue restaurado por el patriarca Isaac (681-684) y fue finalmente destruido en el siglo X. Posteriormente, se instaló el cementerio Bab Sidra Moslem en el lugar.

#### Versión cristiana
Según fuentes tempranas cristianas, el obispo Teófilo de Alejandría era el patriarca de Nicea cuando el emperador Teodosio I prohibió cualquier rito religioso excepto el cristiano. Teodosio había establecido fiestas paganas y de otras religiones en días lectivos, había prohibido los sacrificios públicos, cerrado templos y había confabulado en actos violentos de los cristianos contra grandes lugares de culto. El decreto fue promulgado en 391 establecía que «nadie debe ir a los santuarios, ni acceder a los templos», lo que provocó que multitud de templos fueran abandonados por todo el Imperio y se ampliara la práctica de reconvertirlos en iglesias cristianas.
En Alejandría, el obispo Teófilo obtuvo la autorización legal para convertir en iglesia el templo abandonado de Dioniso (en otras versiones, un mitreo). Durante estas renovaciones, se descubrieron espacios subterráneos que fueron profanados, lo que crearon un sentimiento de venganza en los no cristianos. Los cristianos tomaron represalias, una vez Teófilo se retiró, obligando a los paganos a recluirse en el Serapeum, uno de los templos más imponentes que quedaban, se hicieron fuertes en el interior e incluso tomaron algunos cristianos como rehenes. Estas fuentes informan que los cautivos estaban obligados a realizar sacrificios a los dioses prohibidos, y los que se negaban eran torturados o encerrados en cuevas construidas para sacrificios de sangre. Los paganos atrapados saquearon el Serapeum.
Teodosio envió una misiva a Teófilo y le indicó que ofreciera clemencia a los paganos y destruyera sus imágenes, sugiriendo que esta era la causa de la conmoción. Consecuentemente, el Serapeum fue arrasado por los soldados romanos y monjes provenientes desde el desierto, debido a que existían imágenes dedicadas al dios egipcio Canopus. La ola de destrucción de los ídolos paganos se expandió por todo Egipto en las siguientes semanas, tal y como se documenta en una pequeña ilustración en papiro de una crónica mundial escrita en Alejandría a principios del siglo V, que muestra a Teófilo triunfante; mientras que se observa la imagen de culto de Serapis coronado con el modius al fondo.

#### Versión «pagana»
Una versión alternativa del accidente se encontró en Vidas de filósofos y sofistas (LCL vol. 134, pp. 416-425) de Eunapio, el historiador «pagano» del neoplatonismo tardío. Esta fuente aclara que los cristianos, sin ser provocados, usaron tácticas militares de manera satisfactoria para destruir el Serapeum y robaron todo lo que sobrevivió al ataque. Según Eunapio, los restos de criminales y esclavos, que habían ocupado el Serapeum durante el ataque, fueron apropiados por los cristianos, reinhumados en templos «paganos» y venerados como mártires.

## Excavaciones

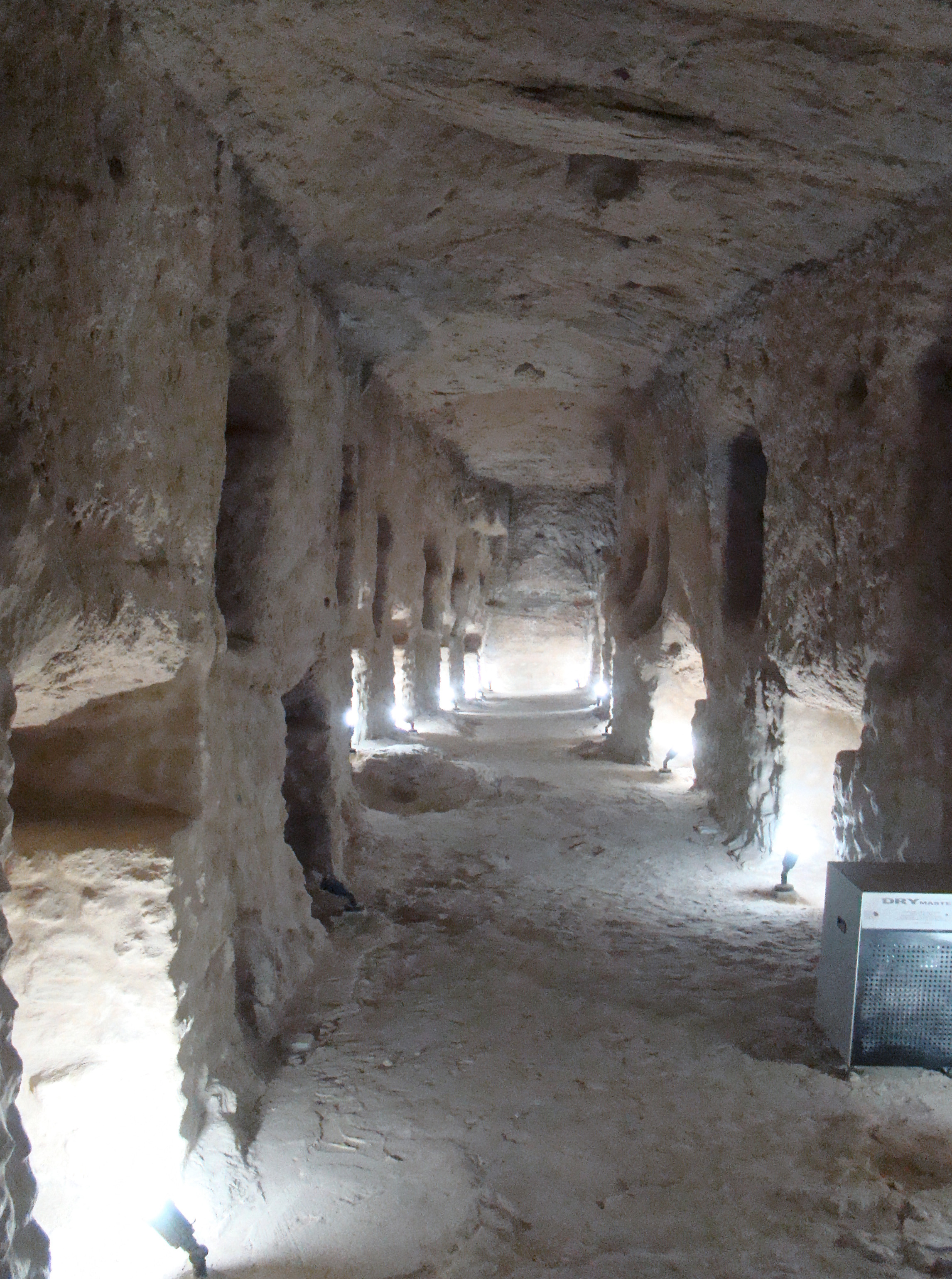
Catacumbas bajo el Serapeum de Alejandría

La arqueología ha trazado restos de la dinastía ptolemaica y un segundo periodo romano. Las excavaciones en el área de la columna de Diocleciano en 1944 hallaron los cimientos del Serapeion. Se encontraron dos series de diez placas, cada una de oro, plata, bronce, fayenza egipcia, barro seco del Nilo y cinco de cristal opaco. En todas ellas se encontraba una inscripción en griego y egipcio que indicaba que Ptolomeo III (r. 246-222 a. C.) construyó el Serapeion; las evidencias sugieren que Parmeniskos fue el arquitecto.
Asimismo, se descubrieron los cimientos de un templo dedicado a Harpócrates del reinado de Ptolomeo IV (r. 221-203 a. C.) en el interior del recinto murario.
Las evidencias señalan una primera destrucción durante la Guerra de Kitos en 116 antes de Cristo. Se ha sugerido que pudo ser reconstruido por el emperador Adriano. Esta teoría se apoya en el descubrimiento en 1895 de una estatua de diorita negra que representa a Serapis en su encarnación del toro Apis con el disco solar entre sus cuernos; alberga una inscripción del reinado de Adriano (117-138).
Asimismo, se ha sugerido que fue lugar de adoración de la diosa de la salud, el matrimonio y la sabiduría: Isis. Existen galerías subterráneas bajo el templo que probablemente fueron dedicadas a los misterios de Serapis. Unas columnas de granito indican una refundación romana y una ampliación del Serapeum entre los años 181-217. Las excavaciones recuperaron 58 monedas de bronce y 3 de plata que datan del año 211. También se ha hallado una estatua de Mitra entre los años 1905-06.

## Ágora
La película del director español Alejandro Amenábar titulada Ágora, sobre la vida de la filósofa egipcia Hipatia, trata sobre la destrucción del serapeo por parte del patriarca Teófilo de Alejandría y sus seguidores.